# Against Me!
Against Me! est un groupe de punk rock américain, originaire de Naples, en Floride. Il est formé en 1997 par Laura Jane Grace à Naples en Floride. Le groupe est malgré tout considéré comme faisant partie de la scène de Gainesville, au même titre que Hot Water Music ou Less than Jake.

## Biographie

### Débuts (1997–2002)
Laura Jane Grace (née le 8 novembre 1980) forme tout d'abord le groupe comme un projet solo, où elle était au chant et à la guitare, tout en faisant parfois appel à des musiciens de son entourage, pour la batterie et la basse. Elle organise un concert sauvage dans la laverie de son campus, en signe d'attachement aux valeurs punks et DIY qu'elle désire véhiculer. Le groupe effectue sa première tournée en mars 1999, sur la côte ouest, durant laquelle ils rencontrent Jordan Kleeman à Baltimore, dans le Maryland.
Une première démo, intitulée Against Me! sort en 1998, soutenu par le groupe pendant une tournée. Cette démo est suivie la même année d'une deuxième, Vivada Vis, avec un groupe plus complet. Un vinyle de cinq pistes est édité en 2000 chez Crasshole Records, mais seules 150 exemplaires seront officiellement pressées du fait d'une erreur d'enregistrement.
Un album quatre pistes, intitulé Crime, as Forgiven by Against Me!, sort en 2001 chez Plan It X Records (pour la version CD) et Sabot Records (pour le vinyle). Après cela, un autre quatre pistes, intitulé par les fans The Acoustic EP est enregistré. Il ne comporte ni guitare électrique ni percussion, uniquement de la guitare acoustique et de la basse. Le 23 avril 2001, alors qu'ils prennent la route pour rentrer chez eux, leur bus de tournée est embouti par un semi-remorque. Aucun membre n'est blessé, mais leur matériel est sérieusement endommagé,, accident après lequel Bowman et Mahon quittent le groupe. Le groupe se sépare ensuite quelques mois après pendant l'année,,. Un troisième EP acoustique enregistré par Grace et le bassiste Dustin Fridkin, est publié en novembre 2001.
Mahon est finalement remplacé par Warren Oakes, et le guitariste James Bowman revient en décembre 2001 pendant l'enregistrement du premier album du groupe, Against Me! Is Reinventing Axl Rose, publié en mars 2002 au label No Idea Records. Reinventing Axl Rose (No Idea Records), en 2002, est le premier album du groupe enfin au complet. Cette ode à l'anarchisme diffère des productions précédentes par un son beaucoup plus lourd, dans un style punk, même si l'influence de la folk irlandaise se fait fortement sentir dans des morceaux comme Pints of Guinness Make You Strong ou Baby, I'm an Anarchist!.

### As the Eternal CowboyetSearching for a Former Clarity(2003–2005)
Un trois titres, The Disco Before the Breakdown, paraît ensuite sous le même label. La chanson éponyme (The Disco Before the Breakdown) marque une grande cassure avec le son antérieur, avec la participation des amis et des musiciens de leur label No Idea Records, qui font les cuivres. Tonight We're Gonna Give it 35% montre peut-être la meilleure transition du groupe vers un son plus orienté rock. Beginning in an Ending est le seul morceau qui ressemble à ce que le groupe faisait auparavant, et ce avec malgré tout un léger changement de rythme. L'album atteint la 36e place des Billboard Top Independent Albums.
L'année suivante, le groupe, qui est remarqué et a subséquemment signé avec Fat Wreck Chords, sort un second album, As The Eternal Cowboy. Cette arrivée dans un label assez notoire est bien accueillie par la plupart des fans, qui y voient un moyen de mieux faire connaître le groupe. Certains anarchistes plus radicaux prennent cela comme une trahison des idéaux du groupe, en particulier son anticapitalisme et son côté DIY. Au niveau musical, l'album offre un son encore plus rock que le précédent, et Grace elle-même le décrit comme « plus punk ». L'effet de cet album, qui va partager les fans, servira de base à un documentaire sorti en 2004, We're Never Going Home. Produit par Jake Burghart de Transition Video Magazine, il retrace la tournée américaine du groupe, durant laquelle les plus grands majors leurs proposent sans relâche des contrats pour la production de leur prochain album. Ces propositions s'accompagnent de diners et autres cadeaux, et le réalisateur parvient à montrer la manière avec laquelle Grace et sa bande accueillent ces offres, tout en exposant leur vie sur la route, de concert en concert. Entre la sortie des deuxième et troisième albums, une démonstration non officielle est volée durant un concert de Lucero. Cet incident fut révélateur du fossé en train de se creuser entre Against Me! et ses fans. Toutes les pistes de l'album portent les mêmes noms que ceux qui leur furent donnés par les auditeurs de cette démo. Les chansons furent malgré tout ré-enregistrées.
Le troisième album du groupe, Searching for a Former Clarity, paraît en septembre 2005. Définitivement orienté rock, il débute à la 114e position du Billboard 200, et devient le premier à atteindre le classement. Against Me! joue en soutien à l'album dans 50 États,. Un clip du single Don't Lose Touch est spécialement tournée pour le site MySpace. Il est maintenant visible sur la chaine musicale Fuse. Le groupe se produit aussi au talk show Late Night with Conan O'Brien et le clip est diffusé sur MTV en novembre 2005. Le même mois, un single de Don't Lose Touch est édité, comportant un remix de Mouse on Mars. Un second, de From Her Lips to God's Ears, suit en avril 2006, cette fois remixé par les Beastie Boys. Tous deux sortent chez Fat Wreck Chords.

### New WaveetWhite Crosses(2006–2010)

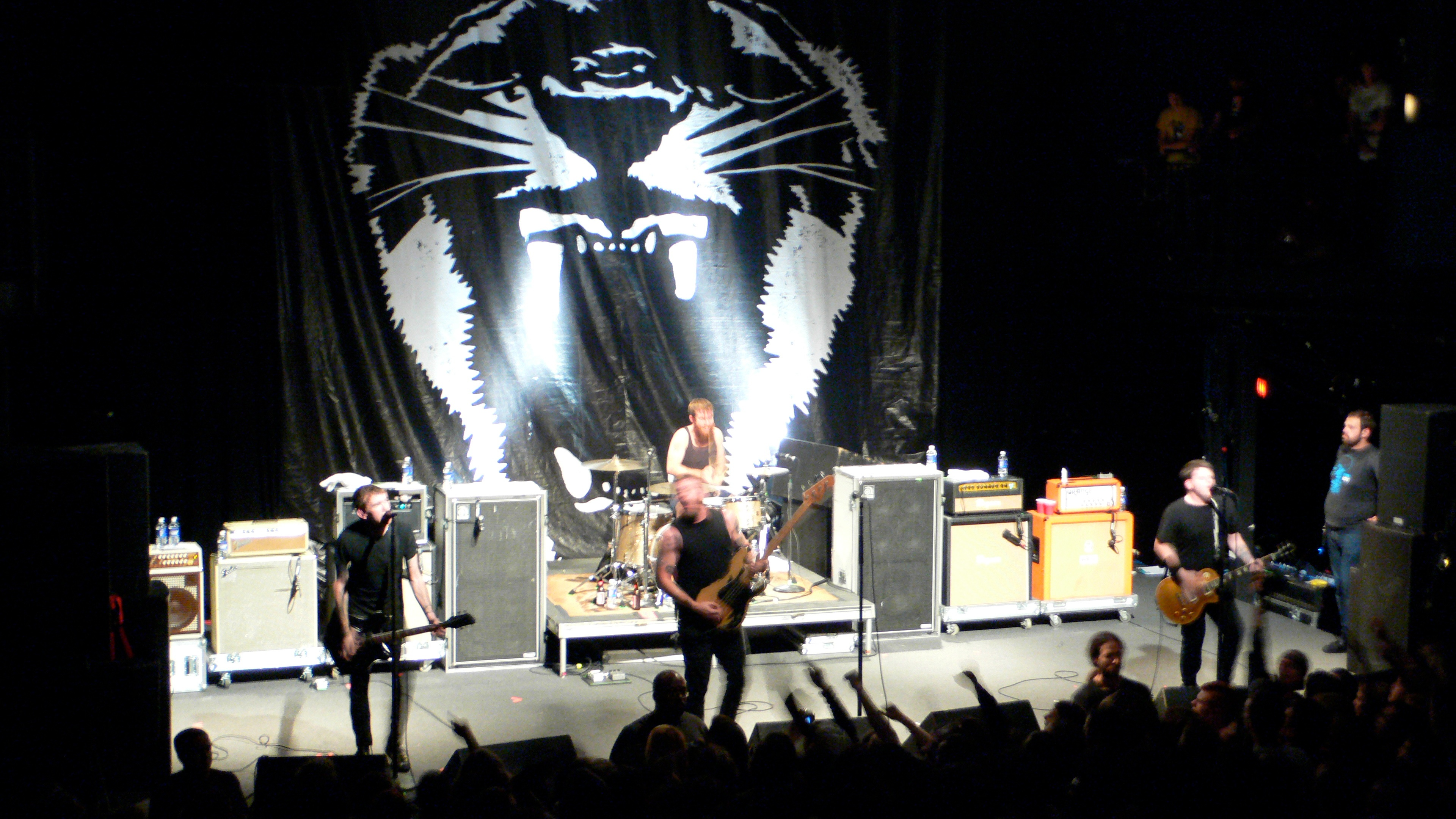
Against Me! en tournée en soutien à New Wave.

En décembre 2005, Against Me! annonce sa signature avec Sire Records, une filiale de Warner. Ceci suscite l'indignation de leurs fans les plus radicaux qui ne s'attendaient certainement pas à ce qu'ils considèrent comme une trahison et un reniement des idéaux affichés par le groupe depuis toujours. Leur premier album live Americans Abroad!!! Against Me!!! Live in London!!! est sorti en août 2006. Enregistré au Mean Fiddler à Londres, il comporte un morceau inédit, Americans Abroad, et est encore édité par Fat Wreck.
Leur quatrième album, qui marque les débuts effectifs d'Against Me! sur une major, sort en juillet 2007 et s'intitule New Wave. Il atteint la 11e place des Billboard Modern Rock Tracks,. Victime du jeu des majors à l'international, New Wave faillit ne pas voir le jour en France. C'est au cours d'une interview pour le magazine Punk Rawk que le groupe s'est plaint de cette situation, incitant le label indépendant français Fargo à les contacter et à leur proposer une sortie en France. Ce quatrième album sort donc finalement chez Fargo le 17 juin, agrémenté de 5 titres bonus. Le groupe aurait dû venir le défendre en décembre 2008 lors d'une tournée française d'une dizaine de dates, mais cet épisode outre-Atlantique a finalement été annulé. Le DVD Live at the Key Club suit l'année suivante. En 2008, Against Me! joue en soutien aux Foo Fighters lors d'une tournée nord-américaine, et Sire publie l'EP numérique New Wave B-Sides,. En octobre 2008, en route pour Salt Lake City, leur bus de tournée est encore impliqué dans un accident, et encore une fois aucun membre n'est blessé.
En 2009, ils renouent avec Fat Wreck Chords pour sortir The Original Cowboy. Il s'agit d'une session de démos enregistrées en juillet 2003 et qui devaient devenir plus tard The Eternal Cowboy. Laura Jane Grace déclare : « Enregistré et mixé en seulement quelques heures, The Original Cowboy était uniquement destiné à être un premier jet. Mais en l'écoutant aujourd'hui une part de moi se sent stupide d'avoir enregistré ces chansons une seconde fois. » Against Me! nous offre donc ici une nouvelle version de leur album de 2005 As the Eternal Cowboy plus spontanée que l'originale. Le 8 juin 2010, Against Me! sort son cinquième album intitulé White Crosses incluant le single I Was a Teenage Anarchist.

### Transgender Dysphoria BluesetShape Shift with Me(depuis 2011)
Le 3 juin 2011, le groupe annonce avoir créé son propre label, Total Treble Music. En juillet 2011, le groupe publie Black Crosses qui comprend des démos et vers alternées des chansons issues de White Crosses. En septembre 2011, Grace fait construire un studio d'enregistrement à Elkton, en Floride, pour les futurs projets d'Against Me!. Le studio est depuis nommé Total Treble Studio. Le premier groupe à enregistrer dans ce studio est Cheap Girls, pour leur album Giant Orange,.
En mai 2012, Grace annonce publiquement sa transidentité, après avoir souffert de dysphorie de genre depuis son enfance, et après avoir commencé sa transition,. La dysphorie de genre devient le thème de leur sixième album, Transgender Dysphoria Blues, un album-concept qui parle d'une prostitué transgenre. Grace révèle plus tard qu'il ne s'agit pas d'une « autobiographie ». Ils commencent à enregistrer en février 2012 au Total Treble Studio, sans Butch Vig, qui produira New Wave et White Crosses. Le 20 janvier 2014, le groupe est de retour avec son sixième opus Transgender Dysphoria Blues paru sur Total Treble. La dysphorie de genre est le thème de ce sixième opus qui se référé a l'histoire personnelle de Jane Grace.
Un nouvel album live, 23 Live Sex Acts, est enregistré sur la tournée suivante par le groupe en 2014, et est publié le 4 septembre 2015. En juillet 2016, le groupe annonce son septième album studio, Shape Shift With Me, qui est annoncé le 16 septembre. Le groupe publié également immédiatement une chanson de l'album, 333. Le 10 août 2016, une deuxième chanson, Haunting, Haunted, Haunts, est publiée via le programme Adult Swim Singles Program 2016,. Une vidéo musicale inspirée de Star Wars pour la chanson Crash est ensuite diffusée le 22 août. Le 8 septembre 2016, l'album studio est disponible en streaming. Shape Shift with Me est officiellement publié le 16 septembre 2016.
En octobre 2017 lors du FEST 16, le groupe joue un concert spécial avec le bassiste originel, Dustin Fridkin. Celui-ci n'avait pas joué dans le groupe depuis son départ en 2002. Le groupe joue pour l'occasion leur premier album, Reinvinting Axl Rose en entier, ainsi que d'autres chansons de leur début.
Against Me! joue son dernier concert avec le bassiste Inge Johansson, en mai 2018. Andrew Seward, qui n'avait pas joué avec le groupe depuis 2013, le remplace à partir de juin 2018. En octobre, le groupe enregistre une reprise de la chanson People Who Died de The Jim Carroll Band, qui fera partie de la compilation Songs That Saved My Life dont les bénéfices seront reversés à des associations en faveur de la santé mentale. 

## Membres

### Membres actuels
- Laura Jane Grace - chant, guitare (depuis 1997)
- James Bowman - chant, guitare (depuis 2001)
- Andrew Sewart - basse, chant (2002–2013, depuis 2018)
- Atom Willard - batterie (depuis 2012)

### Anciens membres
- Kevin Mahon – batterie (1998–2001)
- Dustin Fridkin – basse, chant (1998, 2001–2002)
- Warren Oakes – batterie (2001–2009)
- George Rebelo – batterie (2009–2010)
- Jay Weinberg – batterie (2010–2012)
- Inge Johansson – basse, chant (2013–2018)

## Discographie

### Albums studio
- 2002 : Reinventing Axl Rose (No Idea Records)
- 2003 : As the Eternal Cowboy (Fat Wreck Chords)
- 2005 : Searching for a Former Clarity (Fat Wreck Chords)
- 2007 : New Wave (Sire Records)
- 2010 : White Crosses (Sire Records)
- 2014 : Transgender Dysphoria Blues
- 2016 : Shape Shift with Me

### Albums live
- 2006 : Americans Abroad!!! Against Me!!! Live in London!!!
- 2015 : 23 Live Sex Acts

### EP et démos
- 1997 : Against Me! (démo)
- 1998 : Vivida Vis! (démo)
- 2000 : Against Me! (EP)
- 2001 : Crime As Forgiven By Against Me!
- 2001 : The Acoustic (EP)
- 2002 : The Disco Before the Breakdown
- 2008 : New Wave B-Sides
- 2009 : The Original Cowboy
- 2011 : Total Clarity
- 2013 : True Trans
- 2014 : Unconditional Love

### Singles
- Cavalier Eternal 7" - No Idea Records (2004)
- Sink, Florida, Sink 7" - No Idea Records (2005)
- Don't Lose Touch 12" - Fat Wreck Chords (2005)
- From Her Lips To God's Ears 12" - Fat Wreck Chords (2006)
- White People for Peace - Sire Records (2007)
- Trash Unreal 11" - Sire Records (2007)
- Stop! 27" - Sire Records (2008)
- New Wave - Sire Records (2008)
- I Was A Teenage Anarchist 16" - Sire Records (2010)

## Vidéographie

### DVD
- We're Never Going Home - Fat Wreck Chords (2004)

### Clips
- Don't Lose Touch (2005)
- From Her Lips to God's Ears (The Energizer) (2006)
- Thrash Unreal (2007)
- White People for Peace (2007)
- Stop! (2008)
- New Wave (2008)
- I Was a Teenage Anarchist (2010)
- Because of the Shame'' (2010)
- Fuck My Life 666 (2014)
- Black Me Out (2014)
- 333 (2016)
- Crash (2016)
- Haunting, Haunted, Haunts (2017)